# Margreta Grigorowa
Margreta Grigorowa (bułg. Маргрета Любомирова Григорова, urodzona 22 grudnia 1964 roku w Drjanowie) – bułgarska slawistka, literaturoznawczyni, badaczka literatury polskiej.

## Edukacja
Ukończyła filologię bułgarską na Uniwersytecie Wielkotyrnowskim im. Świętych Cyryla i Metodego. Tematyka jej rozprawy doktorskiej dotyczyła twórczości Bolesława Prusa. W 2005 uzyskała tytuł docenta, a w 2015 roku została profesorem literatur słowiańskich. Rok później wygłosiła na Uniwersytecie Jagiellońskim cykl wykładów o polsko-bułgarskich związkach literackich. Współpracuje z licznymi czasopismami poświęconymi literaturze, takimi jak Rocznik Przemyski. Literatura i język oraz czasopismo naukowe Uniwersytetu Pedagogicznego w Krakowie Annales Universitatis Pedagogikae Cracoviensis.

## Zainteresowania naukowe
Badaczka twórczości Bolesława Prusa, Olgi Tokarczuk, Ryszarda Kapuścińskiego, Gustawa-Herlinga Grudzińskiego, Josepha Conrada, Czesława Miłosza, Wisławy Szymborskiej. Jej zainteresowania naukowe obejmują również motyw podróży w literaturze romantycznej, postacie królów i świętych w literaturze staropolskiej oraz młodopolski dualizm.

## Wybrane publikacje
Margareta Grigorowa. Polonistyka międzynarodowa w Katowicach: słodkie owoce spotkania. W: Literatura polska w świecie. T. 7: Recepcja i adaptacja, mecenaty i migracje: prace ofiarowane profesorowi Romualdowi Cudakowi. Red. K. Furkacz. Wydawnictwo Uniwersytetu Śląskiego, Gnome. Katowice 2019. ISBN 978-83-63268-61-9.
Margareta Grigorowa. Bruno i Caravaggio: filozof heretyk i malarz heretyk w twórczości Gustawa Herlinga-Gruzińskiego. „Annales Universitatis Paedagogicae Cracoviensis. Studia Historicolitteraria” 2016, nr 1.
Margareta Grigorowa. Historia starych butów. Recepcja dzieł Kraszewskiego i utworów mu przypisanych w Bułgarii. Kraszewski i wiek XIX, seria Przełomy/Pogranicza. Białystok 2014. ISBN 978-83-63470-33-3.